# Paul Chandelier
Paul Chandelier, né le 23 janvier 1892 à Hergnies et mort le 28 septembre 1983 à Lille, était un footballeur français évoluant au poste de milieu de terrain.
Il connaît les honneurs de la sélection française à trois reprises, entre 1913 et 1914. 
Il gagne le Championnat UFSA en 1914, avec l'Olympique lillois.